# NGC 3269
NGC 3269 (другие обозначения — ESO 375-44, MCG -6-23-40, AM 1027-350, PGC 30945) — галактика в созвездии Насос.
Этот объект входит в число перечисленных в оригинальной редакции «Нового общего каталога».
Галактика NGC 3269 входит в состав группы галактик NGC 3271. Помимо NGC 3269 в группу также входят NGC 3267 и NGC 3271.
На фоне диска галактики видно небольшое пылевое пятно, однако оно имеет внегалактическое происхождение.